# Fehler
Ein Fehler ist die Abweichung eines Zustands, Vorgangs oder Ergebnisses von einem Standard, den Regeln oder einem Ziel.
Er wird auch definiert als ein „Merkmalswert, der die vorgegebenen Forderungen nicht erfüllt“ und als „Nichterfüllung einer Anforderung“; dabei wird die Anforderung definiert als „Erfordernis oder Erwartung, das oder die festgelegt, üblicherweise vorausgesetzt oder verpflichtend ist“.

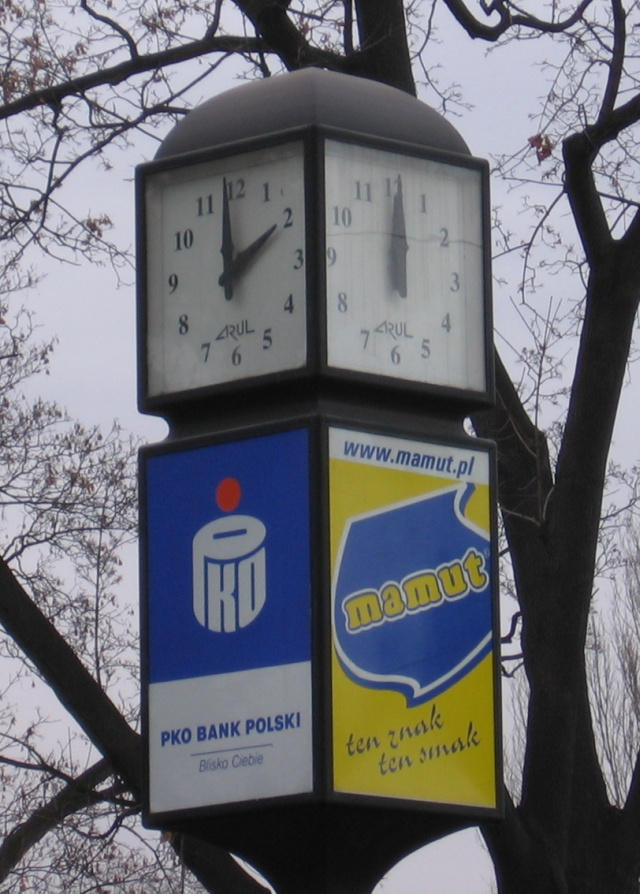
Anzeige eines Fehlers? Ob eine Uhr außer Betrieb ist oder welche falsch anzeigt, ist auf dem Foto nicht entscheidbar.

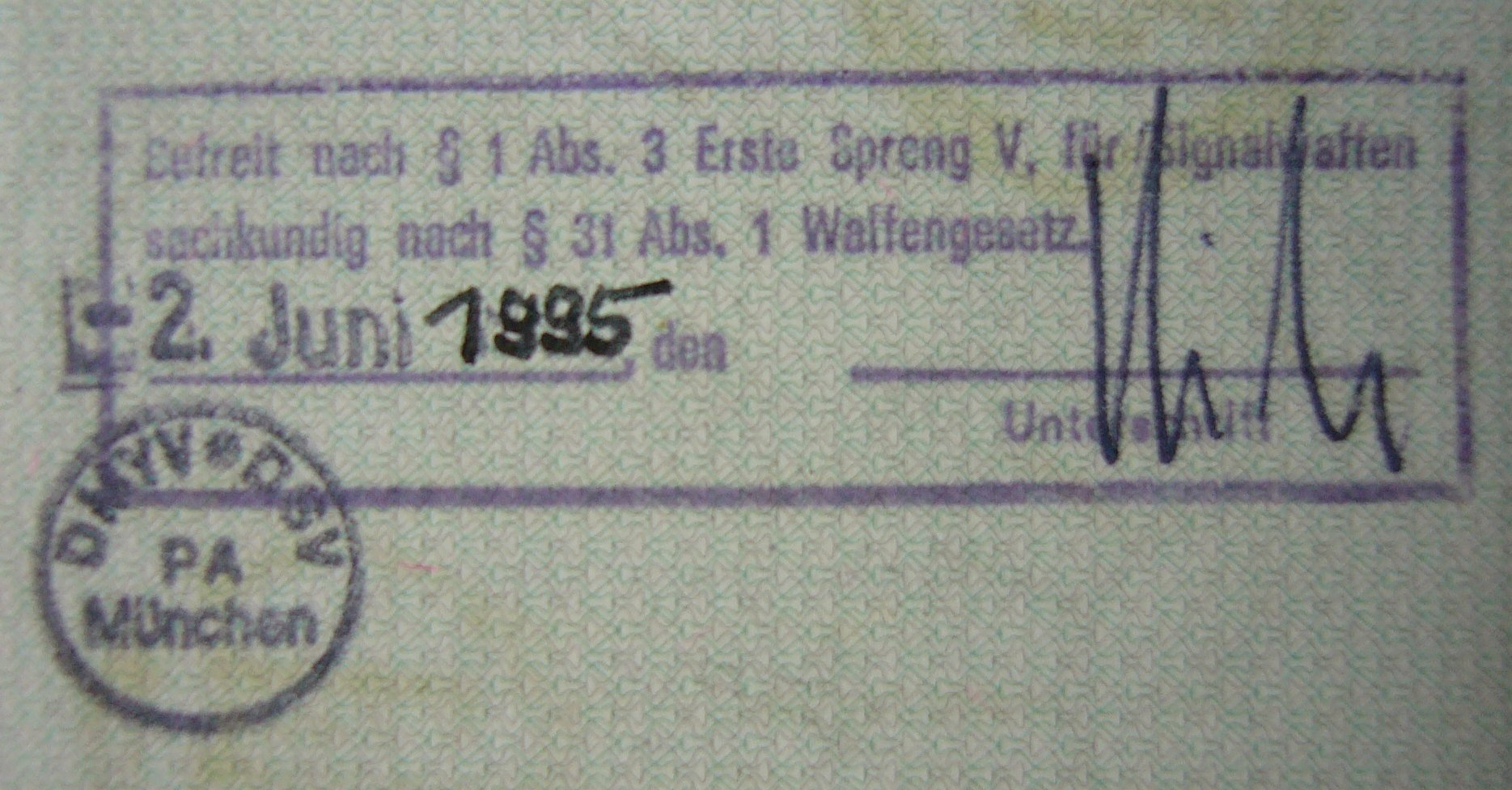
Beispiel für ein fehlerhaftes Formular (fehlender vordefinierter Raum für die Angabe des Kalenderdatums) und für fehlerhafte Befüllung des Formulars (der Unterstrich vor „den“ ist eigentlich für den Ort der Ausstellung gedacht)

## Allgemeines
Um einen Zustand oder ein Ergebnis als Fehler zu erkennen, muss eine Bewertung erfolgen. Dazu wird eine Definition benötigt, wie der beabsichtigte Zustand, das erwartete Ergebnis oder das gewünschte Verhalten aussehen soll. Außerdem kann eine zulässige Abweichung vom fehlerfreien Soll zum Ist definiert werden. Wenn der Ist-Zustand oder das Ist-Ergebnis vom Soll abweicht, so kann dies als Fehler bewertet werden.
Um einen Fehler festzustellen, ist also immer eine Beschreibung der Erwartung erforderlich, mit der eine Bewertung des tatsächlichen Ergebnisses vorgenommen wird.
Als Beschreibung der Erwartung kommen beispielsweise Normen in Frage. Normen sind rechtliche, soziale, sprachliche oder technische Vorgaben oder der in Arbeitsanweisungen geregelte Arbeitsablauf. Wird hiervon abgewichen, handelt es sich um einen Fehler. Diese Normen müssen vorher feststehen und den Beteiligten bekannt sein, sonst liegen keine fehlerhaften Normabweichungen vor. Werden sie eingehalten, besteht Konformität mit Normen oder Regeln; Abweichungen hiervon sind als Fehler nachweisbar. Fehler betreffen nicht nur Handlungen wie Kunstfehler oder Gussfehler, sondern auch Zustände wie Herzfehler oder Materialfehler. Fehler ist auch das, was einer Sache bzw. einer Gegebenheit fehlt, etwa eine fehlende Rohrleitung oder fehlende Informationen. Der Fehler steht jedoch auch für die Abweichung eines gemessenen Wertes vom wahren Wert oder von der Fehlertoleranz. George A. Miller definierte Fehler deshalb im Jahre 1960 als alle Abweichungen des Ist-Zustandes vom Soll-Zustand. Der Ist-Zustand, etwa das tatsächlich erzielte Arbeitsergebnis, wird mit dem Soll-Zustand (hier die Arbeitsaufgabe) verglichen. Deshalb kann ein Fehler auch dadurch aufgedeckt werden, dass eine Handlung oder ein Messergebnis nachträglich einer Beurteilung unterzogen wird. Hierbei kann es wiederum zu Beurteilungsfehlern kommen.
Fehler betreffen alle Lebensbereiche, sind jedoch in manchen besonders salient, wie beispielsweise in der Schule, im Straßenverkehr oder im Arbeitsprozess. Fehler liegen allen Worten aus seiner Wortfamilie wie Scheitern, Schwachstelle, Störung, Täuschung oder Versagen zugrunde. Jeder Unfall (etwa Straßenverkehrsunfall) oder jeder Unglücksfall (Arbeitsunfall, Haushaltsunfall, Sportunfall) ist ein plötzliches Ereignis, das erheblichen Schaden an Menschen oder Sachen verursacht und weiteren Schaden zu verursachen droht; beide sind auf vorangegangene Fehler zurückzuführen. Sie sind mit negativen Hinweisreizen (Angst, Ärger, Scham) verbunden, so dass man Fehler zu vermeiden oder zu verheimlichen sucht (Unfallflucht).

## Etymologie
Die Worte „Fehler“, „fehl“, „fehlen“ oder „falsch“ wurzeln auf Betrug/Täuschung (lateinisch falla -Substantiv- oder lateinisch fallere -Verb-). Hermann Weimer wies bereits 1925 darauf hin, dass „bei weitem nicht alles, was falsch ist, ein Fehler“ sein muss.

## Fehlerursachen
Beim Menschen liegen den Fehlern überwiegend psychologische Ursachen zugrunde. Hierzu gehören insbesondere zu geringe oder fehlende Aufmerksamkeit, Konzentration oder Motivation sowie Ablenkung, Monotonie, Müdigkeit oder Stress. Die Arbeitskurve (Lernkurve) gibt deutliche Hinweise auf physiologische Fehlerpotenziale (Arbeitsbelastung, Ermüdung). Ursachen maschineller Fehler sind auf Bedienfehler, mangelnde Wartung oder Instandsetzung, überhöhte Arbeitsintensität, nicht bestimmungsgemäßen Gebrauch, Abnutzung, Verschleiß oder Materialermüdung zurückzuführen.
Diese Fehlerursachen können schließlich auch danach unterteilt werden, ob sie in der Umwelt der handelnden Person oder innerhalb der Person liegen:
- Umfeld der handelnden Person: Organisation, Arbeitsumgebung (Arbeitszeit, Lärm, Arbeitsmittel), Arbeitsaufgabe (Arbeitsablauf, Arbeitsintensität, Arbeitsteilung, Komplexität) sowie die Arbeitsgruppe können Fehlerquellen sein.
- Innerhalb der Person
  - Physiologische und biologische Faktoren: Müdigkeit führt zu Wahrnehmungs- und Denkfehlern, ebenso Sauerstoffmangel, Krankheit oder der Einfluss von Drogen.
  - Individuelle Erfahrung, Fachwissen, Fertigkeiten und Fähigkeiten können Fehlerquellen sein, wenn sie geringer sind als es die Aufgabe erfordert (Überforderung).
  - Informationsverarbeitung: Wahrnehmungsverzerrungen entstehen bei der Informationsgewinnung und Informationsverarbeitung durch den Entscheidungsträger. Aufgrund einer (physiologisch bedingten) begrenzten Aufnahme- und Verarbeitungskapazität können aus quantitativen Gründen nicht alle Reize wahrgenommen werden, denen ein Entscheidungsträger ausgesetzt ist. Die nicht wahrgenommenen Reize stellen einen Wahrnehmungsfehler dar.

Diese externen (Umfeld) und internen Fehlerquellen können isoliert oder auch kombiniert auftreten.

## Fehlerarten
In der Fehleranalyse gab es viele Versuche, die Fehlerarten zu systematisieren. So gibt es die Einteilung in
- strukturelles/mechanisches/sonstiges Versagen,
- Informationsfehler, Diagnosefehler, Zielfehler, Strategiefehler, Prozedurfehler und Ausführungsfehler.[9]
- James Reason klassifizierte 1990 menschliche Fehler nach unbeabsichtigt (Aufmerksamkeitsfehler), vergesslich (Gedächtnisfehler), fehlerhaft (regelbasierte Fehler) und beabsichtigt (Verstoß gegen Routine, Ausnahmeverstoß, Sabotage).[10]

Außerdem kann man Fehler in systematische und zufällige einteilen:
- Ein systematischer Fehler liegt vor, wenn Normen oder Messgeräte falsch oder ungenau sind und die – eigentlich objektiv richtigen – Arbeitsergebnisse hiervon abweichen. Ist beispielsweise eine Waage falsch justiert, können die Gewichte der gewogenen Gegenstände nicht genau bestimmt werden. Diese Fehler entstehen durch gesetzmäßige Zusammenhänge einer Handlung, die auf fehlerhafte Normen trifft. Die Fehlerhäufigkeit liegt hierbei sehr hoch, im Extremfall bei 100 %. Die Fehlerbehebung setzt bei der übergeordneten Fehlerquelle an und führt zur Beseitigung einer Vielzahl von fehlerhaften Messungen.
- Ein zufälliger Fehler tritt ohne gesetzmäßigen Zusammenhang durch Zufall auf und beruht auf dem Fehlverhalten durch menschliche Fehler, technische Defekte oder maschinelle Fehlfunktionen. Um letztere handelt es sich, wenn Maschinen oder sonstige Apparate nicht aufgabenkonform funktionieren. Die Fehlerhäufigkeit ist bei zufälligen Fehlern tendenziell wesentlich geringer als bei systematischen Fehlern. Die Fehlerbehebung ist dagegen schwieriger als bei systematischen Fehlern, weil jedes einzelne Fehlerobjekt eine andere Fehlerursache haben kann.

Verkettungen von Fehlern in einem Zusammenhang werden Fehlerkette genannt; sie können zu einem Zusammenbruch ganzer Systeme führen, z. B. Flugzeugabsturz oder weiträumiger Stromausfall.

## Klassifizierung von Fehlern
Fehler werden nach ihren Auswirkungen in der Fehlerklassifizierung wie folgt eingeteilt:
- Kritische Fehler: Sie verursachen eine Gefahr für die Gesundheit oder das Leben von Menschen.
- Hauptfehler beeinträchtigen die Funktion wesentlich oder machen das Objekt funktionsunfähig.
- Nebenfehler beeinträchtigen die Funktion gering oder sind Schönheitsfehler.
- Kardinalfehler sind grundlegende oder schwerwiegende Fehler.[13]

Die Folgen eines Fehlers sind in der Regel unerwünscht. Daher werden Fehler häufig – aber nicht ausschließlich – nach der Schwere der Fehlerauswirkungen klassifiziert. Nach dem Fehlerausmaß unterscheidet man zwischen
- Kleinen Fehlern: Lapsus (Schreibfehler, Freudscher Versprecher), „Slips“ (Gedächtnis- oder Erinnerungsfehler), Fauxpas als Verstoß gegen ungeschriebene Umgangsformen, Flüchtigkeitsfehler, „Patzer“ aus Unachtsamkeit oder „Schnitzer“.
- Groben Fehlern: sind folgenreiche Fehler, die Schäden (Personenschaden, Sachschaden) verursachen. Vorhandene Regeln werden wegen Unkenntnis übersehen, ungewollt falsch angewandt oder sogar bewusst missachtet (absichtlicher Fehler).

Entscheidend für die Fehlererkennung ist, wer die Fehler entdeckt, entweder der Handelnde selbst oder ob Fehler erst bei der Kontrolle auffallen.
Lediglich 20–30 % der Fehlerarten sind nach der Pareto-Verteilung für 70–80 % aller Fehler verantwortlich.

## Fehler in einzelnen Fachgebieten
In einzelnen Fachgebieten gibt es andere Fehlerarten, wie etwa in der Pädagogik oder Mathematik. Die Pädagogik kennt Reproduktionsfehler (mangelnder Abruf gelernter Inhalte), Verständnisfehler (Verständnisschwierigkeiten), Anwendungsfehler (mangelnde Anwendung von vorhandenem Wissen in neuen Situationen) oder Kommunikationsfehler (Missverständnisse). Die numerische Mathematik definiert den Fehler anders als die Umgangssprache. Danach liegt ein Fehler vor, wenn durch den Verstoß gegen Rechenregeln, die Verwendung von falschen Gleichungen oder eine falsche mathematische Schlussfolgerung ein unbrauchbares Ergebnis entsteht. Auch die Abweichung eines Näherungswerts von einem – meist unbekannten – wahren Wert ist ein Fehler.

### Alltag
Häufige Alltagsfehler sind Denkfehler, Druckfehler, Fat-Finger-Fehler, Rechenfehler, Rechtschreibfehler, Hörfehler, Sprechfehler oder Tippfehler. Sie alle können zu groben Fehlern werden, wenn sie unentdeckt bleiben und Schäden auslösen. Wahrnehmungsfehler sind Mängel der Fähigkeit, aus sensorischen Informationen ein umfassendes und adäquates Abbild von Eigenschaften der physikalischen und sozialen Umwelt abzuleiten.

### Wirtschaft
Oberstes Ziel der Produktion von Gütern und Dienstleistungen ist die Vermeidung von Fehlproduktion, um die Produkt- und Dienstleistungsqualität nicht zu beeinträchtigen und Fehlerkosten zu verhindern. Dies trägt sowohl zur Produktsicherheit als auch zur Kundenzufriedenheit bei und setzt eine möglichst hohe Arbeitsqualität voraus. Die Null-Fehler-Strategie zielt auf eine möglichst fehlerfreie Produktion ab, bei der kein Ausschuss erzeugt werden soll und daher keine Nacharbeit notwendig wird. Die früheren DIN ISO 8402 und DIN 55350 beschrieben den Fehler als „Nichterfüllung einer festgelegten Forderung“. Darunter fallen Fehlerarten wie der Planungsfehlschluss, die Fehlentscheidung, Konstruktionsfehler oder Fehlbesetzung.
Als Fehlerfolgekosten werden alle Kosten bezeichnet, die kurz-, mittel- und langfristig durch die Auswirkung von Fehlern entstehen.

### Recht
Die Rechtswissenschaft befasst sich einerseits mit Fehlern in der Rechtsetzung (z. B. unbewusste Gesetzeslücken), anderseits mit solchen der Rechtsanwendung (z. B. Verfahrensfehler).
Im Recht ist jede Abweichung von einer Rechtsnorm als Fehler anzusehen. Im Zivilrecht ist die Sorgfalt eine Verhaltensnorm, von der Fahrlässigkeit und Vorsatz fehlerhaft abweichen. Das Strafrecht oder Nebenstrafrecht bedroht die im Straftatbestand oder in Ordnungswidrigkeiten zum Ausdruck kommenden Verhaltensfehler mit Strafe.

#### Zivilrecht
Ein ärztlicher Behandlungsfehler wird vermutet, wenn sich ein allgemeines Behandlungsrisiko verwirklicht hat, das für den Behandelnden voll beherrschbar war und das zur Verletzung des Lebens, des Körpers oder der Gesundheit des Patienten geführt hat (§ 630h Abs. 1 BGB). Alle beratungsintensiven Berufe beinhalten das Risiko der Falschberatung. Der Reiseveranstalter ist verpflichtet, die Reise so zu erbringen, dass sie die zugesicherten Eigenschaften hat und nicht mit Fehlern behaftet ist, die den Wert oder die Tauglichkeit zu dem gewöhnlichen oder nach dem Reisevertrag vorausgesetzten Nutzen aufheben oder mindern (§ 651c Abs. 1 BGB).
Ein Produkt hat einen Fehler, wenn es nicht die Sicherheit bietet, die unter Berücksichtigung aller Umstände, insbesondere seiner Darbietung, des Gebrauchs, mit dem billigerweise gerechnet werden kann oder des Zeitpunkts, in dem es in den Verkehr gebracht wurde, berechtigterweise erwartet werden kann (§ 3 Abs. 1 ProdHaftG). Wird durch den Fehler eines Produkts jemand getötet, sein Körper oder seine Gesundheit verletzt oder eine Sache beschädigt, so ist der Hersteller des Produkts verpflichtet, dem Geschädigten den daraus entstehenden Schaden zu ersetzen (§ 1 Abs. 1 ProdHaftG).

#### Verwaltungsrecht
Ein Verwaltungsakt ist nichtig, soweit er an einem besonders schwerwiegenden Fehler leidet und dies bei verständiger Würdigung aller in Betracht kommenden Umstände offensichtlich ist (§ 44 Abs. 1 VwVfG). Ein schwerwiegender Fehler macht den Verwaltungsakt schlechterdings unerträglich, ihn also „mit tragenden Verfassungsprinzipien oder der Rechtsordnung immanenten wesentlichen Wertvorstellungen unvereinbar erscheinen lässt [...]. Die an eine ordnungsgemäße Verwaltung zu stellenden Anforderungen müssen in einem so erheblichen Maße verletzt sein, dass von niemanden erwartet werden kann, den Verwaltungsakt als verbindlich anzuerkennen“. Zu unterscheiden ist der bloß unrichtige, der rechtswidrige und der unwirksame Verwaltungsakt. Unrichtige Verwaltungsakte beinhalten die in § 42 VwVfgG aufgezählten Fehler (Schreibfehler, Rechenfehler und ähnliche offenbare Unrichtigkeiten).

#### Strafrecht
Eine Straftat ist gekennzeichnet durch die Tatbestandmäßigkeit, Rechtswidrigkeit und Schuld. Der Kern des Schuldvorwurfs besteht darin, dass der Täter rechtswidrig gehandelt hat, obwohl er seinen Anlagen und Umständen entsprechend fähig war, normgemäß zu handeln. Erfüllt er mithin durch sein schuldhaftes Fehlverhalten eine bestimmte Strafnorm, so droht ihm Strafe.

### Mathematik
Korrekte mathematische Beweise müssen frei von Fehlschlüssen und sonstigen Logikfehlern sein.
Rundungsfehler sind wissentlich in Kauf genommene geplante Abweichungen, Rechenfehler dagegen geschehen meist unbewusst.
In der Statistik gibt es Fehler 1. und 2. Art, zufällige Fehler und Stichproben- oder Standardfehler.

### Biologie

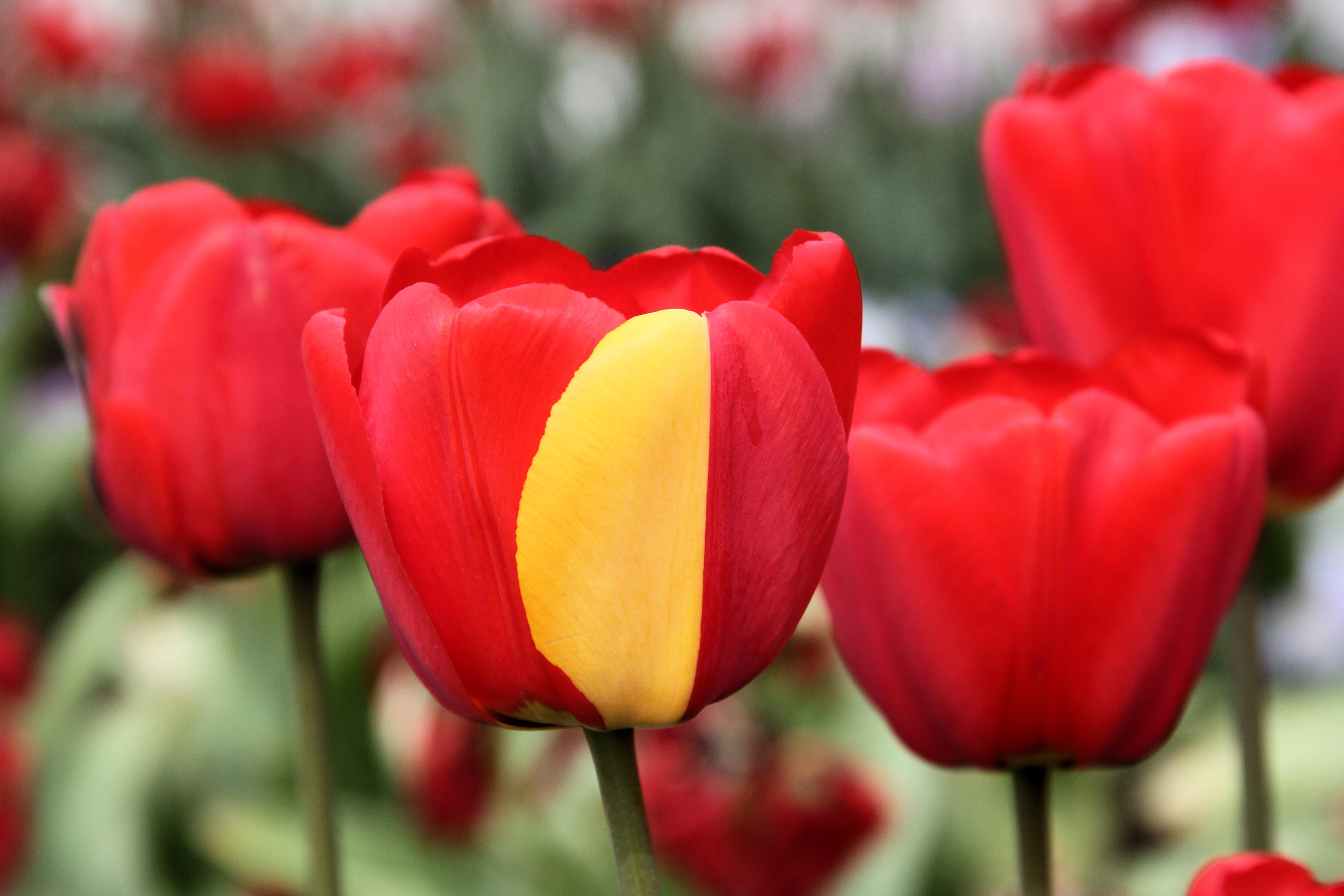
Beispiel für eine harmlose Mutation, die bei der betroffene Tulpe zu einer farblichen Abweichung geführt hat

Genetisch betrachtet werden Fehler, die bei der Transkription entstehen, als Mutationen bezeichnet. Als Ursache für diese Veränderungen können unterschiedliche Mutagene in Frage kommen, welche die Wahrscheinlichkeit eines DNA-Schadens steigen lassen. Nicht nur bei der Transkription, sondern auch bei der Translation kann es zu Fehlern kommen, die zur Veränderung des Erscheinungsbildes oder der genetischen Ausstattung eines Lebewesens führen können. Im ungünstigsten Fall führt die Veränderung zu schweren Beeinträchtigungen oder Fehlbildungen. Dennoch werden diese Fehler in der Biologie nicht nur als negativ betrachtet, da sie auch Eigenschaften hervorbringen können, welche die Anpassung eines Organismus begünstigen können. Diese Mutationen können so zu einem evolutionären Vorteil werden (siehe hierzu: Selektion). Im Labor können Mutationen darüber hinaus unter kontrollierten Bedingungen gezielt herbeigeführt werden. In der Pflanzenzüchtung wird hierfür oft Strahlung (z. B. Röntgen- oder Neutronenstrahlung) verwendet, durch deren Einsatz sich die Häufigkeit der auftretenden Mutationen signifikant erhöht.

### Technik
Fehler und ihre Folgen können auch durch Fehlfunktionen wie technische Defekte verursacht werden. In diesem Fall wird der Fehler nicht durch Menschen verursacht, die ein System oder ein Gerät benutzen und bedienen, sondern sie entstehen bei Produktion und/oder Konstruktion (Konstruktionsfehler). Vielfach sind technische Fehler deshalb im weiteren Sinne wiederum auf menschliche Fehler in der Konstruktionsphase oder im Produktionsprozess zurückzuführen. Die Fehlermöglichkeits- und Einflussanalyse (FMEA) versucht alle möglichen Fehler, die Fehlerfolgen und möglichen Fehlerverkettungen systematisch zu erkennen und zu bewerten, um entsprechende Maßnahmen einzuleiten. Die digitale Datenübertragung verwendet Fehlerkorrekturverfahren.

### Physik und Messtechnik
Die klassische Physik setzt für die verwendeten physikalische Größen eindeutige wahre Werte voraus. Ziel der Messtechnik ist es, die Werte dieser Größen mit abschätzbarer Annäherung zu ermitteln. In aller Regel verbleibt aber eine Abweichung von dem Wert, der mit der Definition der betrachteten speziellen Größe übereinstimmt. Die Bezeichnung jeder Art von Messabweichung als Fehler geht auf Carl Friedrich Gauß zurück und wurde bis in das Jahr 1983 beibehalten.
Im Sinne der Definition des Begriffs Fehler als „Nichterfüllung einer Anforderung“ gilt die Bezeichnung Fehler (seit 1983) nur für unzulässige Realisierungen, wie sie durch technische Unzulänglichkeiten einer Messeinrichtung oder einer Maßverkörperung entstehen können. Nur „grobe“ Messabweichungen, die von falscher Handhabung oder offensichtlichen Mängeln der Messgeräte herrühren, können korrekt als Messfehler bezeichnet werden.
Auch bei zulässigen Realisierungen, bei denen nichts Regelwidriges eingesetzt oder Defektes verwendet wird, wird nicht der wahre Wert gemessen. Die Abweichungen eines solchen Messwertes vom wahren Wert sind aber keine Fehler im Sinne dieses Begriffs. Zur Unterscheidung ist nach zehnjähriger Diskussion die Sprachbildung in der deutschsprachigen Normung, insbesondere in der Grundlagennorm zur Messtechnik DIN 1319, auf die Bezeichnung Messabweichung umgestellt worden mit einer Bedeutung, die im zugehörigen Hauptartikel behandelt wird. Im Sprachgebrauch wird vielfach diese Messabweichung gemeint, wenn von Messfehler geredet wird. Aber selbst international ist festgelegt: „Messabweichung sollte nicht mit Fehler verwechselt werden.“
Das Wort Fehler wird in der Messtechnik allerdings in Verbindung mit anderen Wörtern noch weiterhin verwendet (Fehlerrechnung, Fehlergrenze, Fehlerfortpflanzung).

### Software
Fehler im Zusammenhang mit Software entstehen durch
- Mangelhafte, nicht aufgabenadäquate Programmspezifikation,
- Denkfehler beim Programmieren, vergessene Fälle,
- Mangelhafte Ergonomie (Bedienbarkeit),
- Fehlerhaften Dateninput (z. B. falsche Bedienung oder andere Anwendungsfehler): Ein Programm kann nur bei korrektem Input auch ein korrektes Output liefern. Neben dieser Kernfunktion, welche oft dem EVA-Prinzip folgt, muss ein robustes Programm aber auch alle voraussehbaren Fehleingaben behandeln. Dabei sollen dem Anwender sachdienliche, möglichst eindeutige, für den Anwender verständliche Hinweise in Form von Fehlermeldungen dazu gegeben werden, was er falsch macht bzw. wo die Ursache der Fehleingabe liegt. Diese Fehlermeldungen können optisch auf dem Bildschirm, (zusätzlich) akustisch oder fortlaufend in einem gleichzeitig fortlaufenden Fehlerprotokoll erfolgen.

### Linguistik
Die Linguistik versteht unter Fehler die Abweichung von einer verbindlichen Sprachregel und unterscheidet Kompetenzfehler als grundsätzliche Unsicherheit oder Wissenslücke; Performanzfehler dagegen zeigen ein Scheitern an Umsetzungsschwierigkeiten. Sichtbare Fehler sind äußerlich erkennbar, verdeckte Fehler bleiben zunächst verborgen; produktiver Fehler ist ein durch eigenes Sprechen wahrnehmbarer Fehler, rezeptiver Fehler dagegen ein Hörfehler. Die Fehlerlinguistik untersucht Fehler beim Sprechen und Lesen.

### Sport und Spielen
Bei einem Spiel oder im Sport ist ein Fehler ein Spielzug oder eine Handlung, die normalerweise eine Niederlage oder eine Minderung des Gewinns verursacht. Ein Fehler kann spielentscheidend sein, aber oft auch durch andere Handlungen ausgeglichen werden. Der Schach-Großmeister Savielly Tartakower behauptet in seinen Tartakowerismen: „Die Existenz des Schachspiels wird allein durch die Existenz von Fehlern gerechtfertigt“.

## Fehleranalyse und Fehlerbereinigung
Unter Fehleranalyse wird eine systematische, rigorose, objektive Untersuchung des Sachverhaltes, des Entscheidungsprozesses, der Aktion, der Handlung und der übrigen Umstände verstanden, die zu einem „nicht erwünschten Ereignis“ geführt haben. Sie ist die Methode, die Ursachen der Fehler zu eruieren, und dies möglichst sorgfältig, um sie in der Zukunft zu vermeiden. Durch Fehlerdiagnose und Fehler-Ursachen-Analyse werden entstandene Fehler statistisch erfasst, Fehlerquellen systematisiert und im Rahmen einer Fehlerquote dargestellt. Das Fehlermanagement hat für die Aufdeckung und Behebung von Schwachstellen zu sorgen, wodurch künftige Fehlerpotenziale verringert oder völlig ausgeschlossen werden können. Die Fehlerbereinigung trägt zur Beseitigung aufgetretener Fehler bei. Eine Fehlerkultur schließlich soll zum richtigen Umgang mit Fehlern sorgen. Dabei spielt das Lernen aus Fehlern eine wichtige Rolle. Es konzentriert sich auf die Fehlerursachen und entwickelt im Qualitätsmanagement Strategien zur Fehlervermeidung. Der Umgang mit Fehlern ist ein wesentliches Merkmal einer nachhaltigen Betriebsführung und damit wirtschaftlichen Erfolges.
Fehler selbst sind nur ausnahmsweise versicherbar. Beim Verstoßprinzip der Vermögensschadenhaftpflichtversicherung tritt der Versicherungsfall bereits bei vorkommenden Fehlern ein und nicht erst, wenn der Fehler einen Schaden verursacht hat. Bei allen anderen Versicherungen muss erst ein Versicherungsschaden nachgewiesen werden.

## Vermeidungsstrategien

### Kontrolle
Durch eine detektive Kontrolle sollen entstandene Fehler aufgedeckt werden. Sie kann im Hinblick auf den Kontrollumfang als Stichprobenkontrolle oder Totalkontrolle durchgeführt werden. Ist sie in einzelne Ablaufabschnitte eines Arbeitsprozesses integriert, kann sie Fehlerketten verhindern. Die Ergebnisse systematischer Kontrollen können zur Fehleranalyse beitragen, die zur Fehlerprävention genutzt werden kann.

### Controlling
Im Controlling unterscheidet man bei der Analyse von Abweichungsursachen drei Fehlerarten:
- Planungsfehler: hier wird die Umweltsituation falsch beschrieben. Dies kann durch falsche Annahmen von Marktentwicklungen, falsche Annahmen über Kosten- oder Ertragsfunktionen oder ähnliches beruhen.
- Realisationsfehler: dies kann durch unbeabsichtigtes Fehlverhalten aber auch durch beabsichtigtes (Prinzipal-Agent-Theorie) entstehen.
- Auswertungsfehler durch Messfehler, Fehlbuchungen, falsche Interpretationen oder ähnlich verursachte Fehler.

Ziel beider Arten ist es, entdeckte Fehler zu bereinigen, aber aus Fehlern künftig zu lernen.

## Fehlerforschung
Die Fehlerforschung ist ein interdisziplinäres Fachgebiet, das sich mit der Erforschung von Denk-, Planungs- und Handlungsfehlern befasst. Als erster Psychologe versuchte James Sully bereits im Jahre 1881, Wahrnehmungsfehler und Erinnerungsfehler (bzw. Illusionen) zu klassifizieren und kognitive Erklärungsprinzipien dafür zu finden. Bereits Sigmund Freud trug mit den von ihm geprägten Begriffen Fehlleistung (1901) und Fehlhandlung (1935) zur Fehlerforschung bei. Fehlleistungen sind demnach das Versprechen, Vergessen, Verschreiben, Verhören, Verlieren, Vergreifen oder Verlegen bei Gegenständen. Typische Fehlhandlungen etwa der Küchenarbeit sind Begießen, Bespritzen oder Beflecken. Fehlleistungen und Fehlhandlungen sind Leistungen oder Handlungen, die unter dem Einfluss unbewusster Konflikte als Störfaktoren das ursprünglich beabsichtigte Ziel verfehlen oder doch nur in entstellter Weise erreichen, und dabei unbewussten Wünschen zum Durchbruch verhelfen. Die Fehlerkunde und Fehlerforschung brachte 1926 Hermann Weimer mit seinen fehlerkundlichen und fehlerpsychologischen Schriften in den Mittelpunkt. Der Umgang mit Fehlern und das Lernen aus Fehlern werden beim Lernen durch Einsicht, Lernen durch Versuch und Irrtum und dem Problemlösen thematisiert.
In der Betriebswirtschaft werden Fehler und der Umgang mit ihnen etwa zum Zweck der Effizienzsteigerung untersucht. Hier zeigt sich nach dem Jahrtausendwechsel auch ein zunehmendes wissenschaftliches Interesse an der Fehler- bzw. Fehlermanagementkultur. Hinter letzterem steht der Grundsatz, dass eine Fehlerprävention nicht immer zu realisieren ist und es daher Strategien für den Umgang mit ihnen braucht. In empirischen Studien konnte ein positiver Effekt des Fehlermanagement-Ansatzes für das Lernen von Gründern, für die Profitabilität von Firmen, für die Innovativität in Unternehmen sowie für die Qualität von Dienstleistungen gezeigt werden.

## Kreative Fehler
Fehler haben nicht immer negative Folgen, auch wenn der Begriff insgesamt negativ konnotiert ist. So führte ein Navigationsfehler von Christoph Kolumbus im Oktober 1492 zur Entdeckung Amerikas. Alexander Fleming machte im September 1928 zu Beginn der Sommerferien den Fehler, seinen Arbeitsplatz nicht aufzuräumen. Nach seiner Urlaubsrückkehr musste er feststellen, dass im Labor eine vergessene Agarplatte mit einem Schimmelpilz (lateinisch Penicillium notatum) überzogen war, der ihn zur Erfindung des Penicillins anregte. Auch die Erfindungen von Teflon (Juli 1941), Post-it (1974) und Viagra (März 1998) beruhten auf vorangegangenen Forschungsfehlern.